# Idaea scaura
Idaea scaura là một loài bướm đêm trong họ Geometridae.